# Peschereccio armato

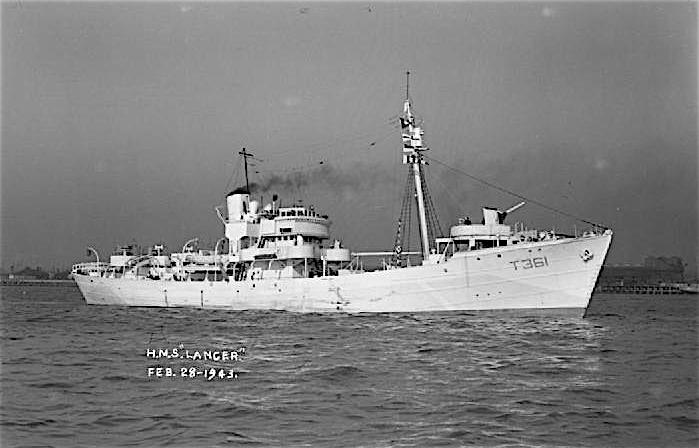
Lo HMT Lancer, un peschereccio armato britannico dell'epoca della seconda guerra mondiale

Un peschereccio armato è un particolare tipo di nave militare: come si evince dal nome, si tratta di un peschereccio (di qualsiasi tipo, anche una baleniera) equipaggiato però con vari tipi di armamenti e apparati di rilevazione in modo da essere impiegabile in operazioni militari. I pescherecci armati possono essere normali pescherecci di uso civile requisiti dalle autorità militari per essere impiegati in tempo di guerra, ma in alcuni casi possono essere unità costruite appositamente per una destinazione militare ma secondo un progetto di base originariamente inteso per un peschereccio di uso civile (o assimilabile a esso). 
L'impiego più comune per un peschereccio armato è quello di unità per la scorta dei convogli navali mercantili, per la difesa dagli attacchi subacquei dei sommergibili nemici (agendo quindi con le funzioni di un cacciasommergibili) e per il pattugliamento e la sorveglianza delle acque costiere (agendo quindi con le funzioni di un guardacoste); alcuni pescherecci possono essere equipaggiati per operare come dragamine, oppure per posare e trainare sbarramenti di reti anti-sommergibili o reti anti-siluro.

## Caratteristiche

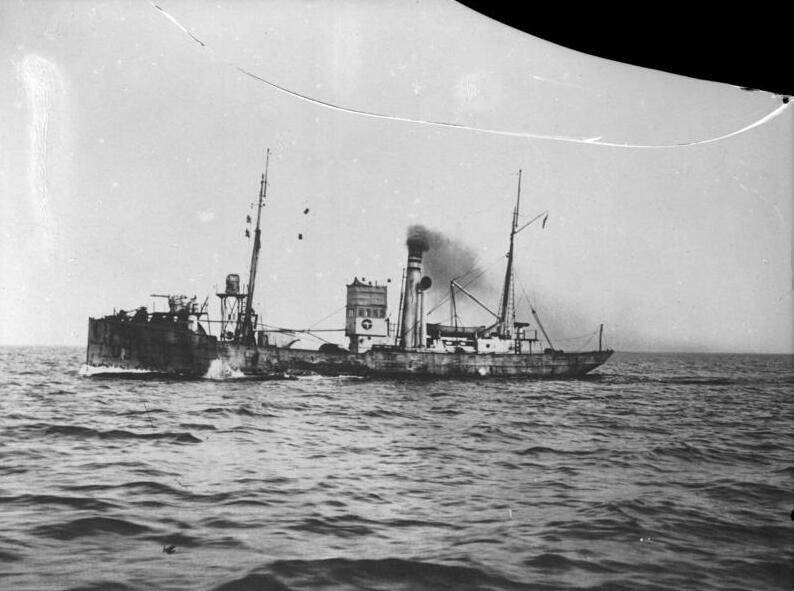
Un peschereccio armato tedesco della prima guerra mondiale

Per quanto esempi in tal senso possono essere rintracciati anche prima, il più massiccio impiego di pescherecci armati da parte delle marine militari mondiali si ebbe negli anni della prima e della seconda guerra mondiale: la nuova minaccia rappresentata dagli attacchi dei sommergibili al traffico mercantile, nata ed evolutasi durante questi due conflitti, rese necessario mettere in campo un enorme numero di unità cacciasommergibili e per la scorta delle navi cargo, e il ricorso alla conversione militare dei pescherecci civili rappresentava una soluzione tanto rapida quanto economica.
Baleniere e pescherecci di grossa taglia erano generalmente unità robuste e grandi a sufficienza da imbarcare un discreto armamento offensivo e apparati di sensori per la ricerca di bersagli subacquei (sonar), rendendoli così buone unità per la caccia ai sommergibili; i pescherecci dotati di apparati per il traino delle reti da pesca potevano essere rapidamente convertiti per imbarcare apparati di dragaggio delle mine navali o degli sbarramenti retali anti-sommergibili e anti-siluri. I pescherecci potevano poi fungere da unità di guardia e pattugliamento delle acque costiere e degli approcci ai porti: di solito la militarizzazione non riguardava solo la nave in sè ma anche il suo equipaggio originario, e nessuno poteva conoscere le acque di una certa località meglio dei pescatori che abitualmente vi operavano.
La dotazione di armi di un peschereccio armato comprendeva generalmente un singolo cannone di medio calibro fisso a prua, approssimativamente dello stesso calibro dei cannoni imbarcati dai sommergibili cui dovevano dare la caccia. Veniva poi imbarcato un piccolo numero di armi automatiche quali mitragliatrici e mitragliere (di solito tra due e quattro): oltre che fornire una limitata protezione dagli attacchi aerei, queste armi dovevano spazzare il ponte di un sommergibile in emersione in modo da impedire ai suoi cannonieri di operare i pezzi di artiglieria del battello contro il peschereccio. Per l'attacco a sommergibili in immersione venivano invece imbarcati piccoli quantitativi di lanciatori o rastrelliere per bombe di profondità.
I pescherecci armati potevano rappresentare un pericolo significativo per un sommergibile. Generalmente i pescherecci avevano dimensioni contenute e un pescaggio molto ridotto, che li rendevano bersagli difficili da colpire con un siluro; e in un combattimento di superficie un sommergibile non aveva di solito abbastanza cannoni per fronteggiare più pescherecci armati che lo attaccassero da direzioni diverse. I pescherecci sono progettati per tenere il mare anche in cattive condizioni meteo e di affrontare le acque al largo, e di conseguenza potevano essere impiegati sia come unità di guardia per le aree di riunione dei mercantili da convogliare che come unità di scorta dei convogli stessi durante le traversate in mare aperto. I pescherecci di solito hanno una velocità massima piuttosto bassa, di solito attorno ai 10 o 12 nodi: questa era più che sufficiente per tenere il passo con un convoglio di mercantili ma era inferiore a quella che un sommergibile poteva esprimere in emersione, penalizzando quindi i pescherecci qualora il convoglio fosse stato attaccato da più sommergibili giunti da direzioni diverse. La bassa velocità era uno svantaggio qualora un peschereccio avesse dovuto essere distaccato dal convoglio che stava scortando (ad esempio, per investigare su un contatto sonar o soccorrere dei naufraghi), perché gli avrebbe reso difficoltoso riprendere la sua posizione all'interno della formazione difensiva.